# Sens Unik
Pour les articles homonymes, voir Sens unique.
Sens Unik est un groupe de hip-hop suisse, originaire de Renens, en Suisse romande, dans l'agglomération de Lausanne. Formé en 1987, il est composé de Carlos Leal, Just One, Sista D, Bio et anciennement de Rade (human beatbox) et Osez.

## Biographie

### Débuts
Après plusieurs années d’activité dans la culture du hip-hop en tant que danseur de break, Carlos Leal (rap) fonde, avec Just One (DJ et production) et Rade (beatbox et rap), Sens Unik, à Lausanne, en 1987. Le trio est rapidement rejoint par Deborah (chant, alias Sista D ou Sophie Guérin), Bio (batterie et percussions), et Osez (danse et rap). Avant la formation du groupe, Leal explique que « C’était le breakdance avant tout. Dans les années 1980, les gens écoutaient de la new wave, mais nous, on préférait la musique black. On était dix à s’y intéresser, et c’est ça qui nous plaisait. Ça paraît con à dire, mais oui, j’ai breaké dans des garages, dans les corridors des HLM avec des potes! »
Sens Unik participe à la naissance du hip-hop français avec un premier single intitulé Nouvelle politik (1990), et leur premier EP Le VIe sens (1991) sorti sur le label Maniak Records. Le groupe publie ensuite un premier album autoproduit, Les Portes du temps, en 1992 sur lequel participent les groupes de rap français Alliance Ethnik et IAM. Ils créent peu après leur propre label, Unik Records, sur lequel ils signeront des artistes comme Fabe, Silent Majority (Nya et Eric Truffaz), et Les Sages Poètes de la Rue. 
En 1994, Sens Unik publie Chromatic, un album-concept dont la pochette est dessinée par l’artiste Lazoo, et qui fait participer MC Solaar et Fabe. Grâce à l'album, le groupe parvient à atteindre une notoriété qu'il juge « quasi-mondiale ». En soutien à l'album, ils tournent en Europe, en Amérique du Nord et en Afrique. Pendant leur période en Amérique du Nord, ils jouent notamment au Québec, aux Foufounes Électriques avec Dubmatique.
En 1996, ils s’installent pour 40 jours à New York afin d'enregistrer l'album Tribulations. Tribulations comprend le single Paquito, dont le clip est tourné par Olivier Megaton, et devient le premier clip de hip-hop francophone à passer dans l'émission Yo! MTV Raps. Ils écrivent aussi un titre pour la bande originale La Haine, musiques inspirées du film, l'un des disques de rap français les mieux vendus. De retour en Suisse et en Allemagne, Sens Unik publie l'album Panorama (1997), un best of qui comprend plusieurs inédits dont deux titres avec le groupe de Stuttgart Die Fantastischen 4, qui signera Sens Unik sur leur label Four Music. Ils collaborent même avec ce groupe pour le single Original. L'album Panorama compte plus de 40 000 exemplaires vendus, et se classe 5e des classements suisses.
En 1998, Rade et Osez quittent le groupe. Du côté du groupe, Just One construit le studio d’enregistrement Le VIe sens au centre du Flon, quartier artistique de Lausanne. Pour leur sixième album, Pole Position, ils invitent le MC Dynamike, et Shurik'n du groupe IAM. L’album fait succès et le groupe entame une grande tournée. L'année suivante, en 1999, ils publient l'album live Propaganda, qui comprend un DVD de tous leurs clips et d'un concert à Lausanne.

### Dernières activités
En 2000, Carlos Leal décide de s’installer à Paris pour y commencer une carrière de comédien. Auparavant, il écrit avec Deborah et Just One, l’album-concept Abracadabra, publié en 2001. Les titres mélangent électro, rap et flamenco et l'album fait participer le groupe suisse Stress, sur le morceau La Haine est sans loi, un morceau contre la mondialisation et en hommage à un jeune tué à Gênes pendant les manifestations. L'album Mea Culpa est publié en 2004 ; la pochette est réalisée par Sting, un artiste graffeur. Après quelques années de silence, le groupe publie son premier album en six ans, intitulé Générations, en 2010.

En 2025, le groupe se reforme et se produit dans plusieurs festivals de Suisse, dont notamment l'Estivale Open Air, le festival du Bierhübeli de Berne et le Venoge Festival,.

## Discographie

### Albums studio
- 1991 : Le VIe Sens
- 1992 : Les Portes du temps
- 1994 : Chromatic
- 1996 : Tribulations
- 1998 : Pole Position
- 2001 : Abracadabra
- 2004 : Mea culpa
- 2010 : Générations

### Autres
- 1997 : Panorama 1991-1997 (best-of)
- 1999 : Propaganda ! (album live)

### Singles
- 1991 : Nouvelle politik (maxi-single)
- 1992 : Rira bien (maxi-single)
- 1992 : Hijo del Latino (maxi-single)
- 1993 : À gauche, à droite (maxi-single)
- 1994 : Laisse-toi aller (maxi-single)
- 1995 : What I've Got I&II (maxi-single)
- 1996 : Paquito (maxi-single)
- 1997 : Original (avec les Fantastischen Vier) (maxi-single)
- 1998 : Zak et Loly (maxi-single)
- 2001 : C'est la vie (maxi-single)
- 2004 : Charly (maxi-single)